# Prat de dall

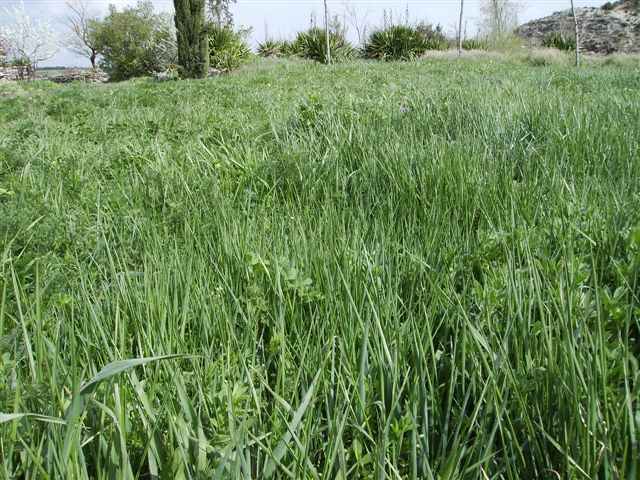
Prat dallador polifític natural.

Un prat de dall o prat dallador és aquell tipus de prat destinat a ser dallat i del qual s'aprofita l'herba per utilitzar-la com a aliment per al ramat estabulat. Són propis de les comarques humides de muntanya però arriben a la terra baixa mediterrània, on poden formar-se en sòls fèrtils temporalment inundats. Són hàbitats semi-naturals molt rics en biodiversitat, amb gran varietat d'espècies vegetals, papallones i altres insectes que són aliment d'aus. Aquests prats són especialment valuosos quan ajuden a conformar un mosaic amb altres hàbitats (com boscos, marges, basses, entre altres), aportant diversitat i heterogeneïtat al paisatge. Per aquest motiu, es consideren un hàbitat d'interès de conservació a nivell europeu. Per garantir l'existència dels prats de dall és necessari un maneig permanent, fet que en les darreres dècades ha sigut problemàtic per la manca de relleu generacional, el sobrepastureig o la difícil viabilitat econòmica d'aquests espais a nivell agrícola en l'actualitat. Administracions com el Parc Natural de la Zona Volcànica de la Garrotxa, el Departament de Territori i Sostenibilitat i entitats com Iaeden, la Xarxa de Custòdia del Territori o Paisatges vius treballen per la promoció i conservació d'aquests hàbitats a nivell català.
El Manual d'Hàbitats de Catalunya agrupa els prats de dall en dues tipologies generals dins del principat: els prats de dall de la terra baixa i muntanya mitjana (hàbitat CORINE 38.2) i els prats de dall altimontans i subalpins (hàbitat CORINE 38.3).